# ゲームクリエイター
ゲームクリエイター (game creator) は、ゲームの企画や制作を行う、主にコンピュータゲームの開発者全般の呼称。
一般的にはクリエイター(creator) は、芸術家、作家、楽曲制作者など創作活動に携わる芸術家を示すが、ゲーム分野では企画やプログラミングなどの職も含まれており、特にプロデューサーやディレクター、メインプログラマー・デザイナーなど中心的な役割を果たす開発スタッフに用いられることが多い。和製英語であり、英語ではゲームデベロッパー (game developer) と呼称される。

## コンピュータゲーム
最初期には役割が区別されておらず、世界初の家庭用ゲーム機オデッセイの開発者であるラルフ・ベアは企画の立ち上げ、ハードの設計・作成、ソフトの制作、テストプレイ、営業などほぼ全てを個人で行っていた。
ゲーム専用機を開発するハードウェアメーカーがゲームを開発する様になったが、後には提供された開発環境を使用しソフトの制作のみを行うゲーム開発会社が登場した。さらに企画や開発など各分野に特化した会社も存在する。現代でも任天堂のようにハードとソフト両方を開発する会社も残っている。
現在のゲーム制作は分業化されており、大まかに企画職（ゲームデザイナー）と開発職に分かれている。さらに開発職ではアーティスト職（グラフィック、サウンド）と技術職（プログラム）に分けられる。かつてシナリオは企画側が決めていたが、近年ではシナリオライターが参加するゲームもある。シナリオライターに小説家が参入することもあるが、個人で執筆する小説とは異なりチームで作業することからコミュニケーションのスキルも必要とされている。
- 企画
  - プロデューサー
  - ディレクター
  - プランナー（スクリプター、ゲームデザイナー）
  - 運営プランナー

- 開発
  - プログラマ
  - グラフィック
  - 2Dアーティスト
    - コンセプトアーティスト
    - グラフィックデザイナー（イラストレーター、ドッター）
    - テクニカルアーティスト
    - UIデザイナー
    - エフェクトデザイナー

  - サウンド
    - サウンドディレクター
    - サウンドクリエイター
    - サウンドデザイナー
    - サウンドプログラマー
    - サウンドプランナー

  - シナリオライター（プロッター）
  - 3DCG
    - 3Dモデラー
    - リガー
    - VFXアーティスト
    - エンバイロメントアーティスト
    - モーションデザイナー

プロデューサーやディレクターなど企画の中心的な人物がそれまでに所属していた組織から独立することもある。
また近年ではUnityやUnreal Engineなどの高性能ながら無償または安価で利用でき、高度なプログラミング技術を必要とする部分がパッケージ化されているゲームエンジンの普及に加え、商用利用可能なフリー素材の多様化やインターネット上でのクリエイターへの直接発注、個人作品でも配信可能なプラットフォームの登場、といった環境の変化により個人や数名でも本格的なゲームを開発・販売することが可能となっている（インディーゲーム）。

## 電源を用いないゲーム
ゲームクリエイターという呼び名は一般的にはコンピュータゲーム（テレビゲーム）の開発者について用いられるが、電源（コンピュータ）を用いないゲーム（ボードゲームやカードゲーム・ゲームブック・テーブルトークRPG及びトレーディングカードゲームなどのアナログゲーム）の作家にも用いられる。
アナログゲームでは機材の制約が少ないことから企画・開発・営業を個人で行う者も多く、クラウス・トイバーは歯科技工士として働く傍ら考案したカタンの開拓者たちが大ヒットし、専業のゲームクリエイターとなった。

## ゲームクリエイターをテーマにした作品
ゲームソフト
- ゲーム発展途上国
- ゲームソフトをつくろう
- ザ・ゲームメーカー 売れ売れ100万本げっとだぜ!
- セガガガ

マンガ
- ゲームクリエイター列伝
- チェイサーゲーム
- あそびじゃないの
- 東京トイボックス
- 大東京トイボックス
- NEW GAME!

その他
- ノーコン・キッド 〜ぼくらのゲーム史〜 - 主役はゲーム制作ではないがゲーム史が描かれている